# 月子 (漫画家)
月子（つきこ、5月14日生）は、日本の漫画家。女性。岩手県盛岡市出身。

## 来歴
2000年、『別冊ヤングマガジン』（講談社）にてデビュー。その後、『ヤングアニマル嵐』『ヤングアニマル』（白泉社）、『マガジンSPECIAL』『FEEL YOUNG』（祥伝社）、『ジャンプ改』（集英社）等で作品を発表している。

## 作品リスト

### 連載
- 梅しぐれ（『マガジンSPECIAL』2006年4月号 - 11月号）- 未単行本化
- 彼女とカメラと彼女の季節（『月刊モーニングtwo』49号（2011年8月発売） - 2014年9月号（7月発売）） - 単行本全5巻
- つるつるとザラザラの間（『good!アフタヌーン』22号（2012年5月発売） - 2015年7月号） - 単行本全4巻
- 僕の血でよければ（『ジャンプ改』2012年8月号 - 2014年11月号） - 単行本全2巻
- トンネル抜けたら三宅坂（原作：森高夕次、『ビッグコミックスペリオール』2012年22号（10月発売） - 連載中） - 単行本既刊2巻
- バツコイ（『ハツキス』2015年1月号（2014年12月発売） - 14号（2019年7月発売）） - 単行本全6巻
- 最果てにサーカス（『月刊!スピリッツ』2015年7月号 - 2016年10月号） - 単行本全3巻
- Shrink〜精神科医ヨワイ〜（原作：七海仁、『グランドジャンプ』2019年13号 - ）- 単行本既刊15巻
- トコナツ（『コミックスピカ』2013年No.16 - 2015年4月号 → 『月刊バーズ』2015年6月号 - 2018年6月号） - 単行本全2巻

### 読み切り
- 眼を閉じて（『別冊ヤングマガジン』2001年15号）
- しあわせなきょうだい（『ヤングアニマル嵐』2007年9月1日増刊号）
- しあわせなきょうだい（『ヤングアニマル』2007年12月14日号 No.23）
- 未来ケー彼女（『別冊少年マガジン』2011年10月号）
- おさな、なじめば。（『ジャンプ改』7号、2012年1月発売） - 『僕の血でよければ』の単行本に収録。
- 笛の音は旧校舎から（『ガールズジャンプ』2012、2012年1月発売） - 『僕の血でよければ』の単行本に収録。
- 恋文ふぶき（『ジャンプ改』9号、2012年3月発売） - 『僕の血でよければ』の単行本に収録。
- 汗みずくの誘惑（『月刊コミックバーズ』2013年3月号、2013年1月発売）
- おさげ神（『まんがライフSTORIAVol.1、2013年3月発売）
- そして、ヨメになる。（『Kiss』2014年1月号別冊付録、2013年11月発売）
- ちょうちょうなんなん（『ビッグコミックスピリッツ』2014年2・3合併号）
- 贅沢なお肉（『月刊コミックバーズ』2014年3月号、2014年1月発売）
- かえり道（『コミックいわて from WEB』2014年3月発売）
- トキメキモノ!（『Cocohana』2016年4月号）

### イラスト
- いわて花巻空港から台湾へ行こう! キャンペーン（2014年4月17日）
- 夜を聴く者（著：坂上秋成、2016年3月30日初版発行、河出書房新社、単行本）

## 師匠
- 森高夕次（コージィ城倉）[3]